# 莫霍瓦西山
13°33′16″S 74°28′21″W / 13.55444°S 74.47250°W
莫霍瓦西山（Muqu Wasi），是秘魯的山峰，位於該國中南部阿亞庫喬大區，由坎加約省的托托斯區負責管轄，屬於安地斯山脈的一部分，海拔高度4,000米。